# William H. Macy
William Hall Macy, Jr. (født 13. marts 1950) er en Oscar-nomineret, dobbelt Emmy- og Screen Actors Guild Award-vindende amerikansk skuespiller. Han er også lærer og instruktør i teater, film og tv. Hans filmkarriere er for det meste bygget på optrædener i mindre, selvstændige film, men han har dog også optrådt i større produktioner som eksempelvis Air Force One og Jurassic Park III. Macy er lige nu aktuel i den amerikanske tv-serie Shameless. 

## Filmografi i udvalg
- Mr. Holland's Opus (1995)
- Fargo (1996)
- Ghosts of Mississippi (1996)
- Air Force One (1997)
- Boogie Nights (1997)
- Wag the Dog (1997)
- Pleasantville (1998)
- Mystery Men (1999)
- Magnolia (1999)
- Jurassic Park III (2001)
- Seabiscuit (2003)
- Wild Hogs (2007)